# 小沢碧童
小沢 碧童（おざわ へきどう、1881年（明治14年）11月14日 - 1941年（昭和16年）11月17日）は、日本の俳人。本名は清太郎、のちに西徳。忠兵衛とも。東京都出身。

## 経歴
1881年（明治14年）に日本橋区（現在の中央区）本船町で生まれる。生家は魚問屋を営んでいたが、8歳で祖父の元に養子に出された。祖父は「西徳めぐすり」という目薬を作って生計を立てていた。当初は正岡子規門下の松下紫人から定形俳句を学んでいたが、やがて河東碧梧桐の新傾向俳句に傾倒し、前述の目薬を碧梧桐が買いに来た縁で、碧梧桐の主宰する『海紅』に参加、自由律俳句を詠むようになる。明治37年、上根岸町（現在の台東区根岸）の自宅を骨立舎と命名して俳道場も開いた。明治38年11月、梨本乙吉の次女かめと結婚。作家の芥川龍之介も同じ『海紅』の瀧井孝作や『海紅』の挿絵を描いていた小穴隆一を介して知り合い、碧童に俳句を学んだことがある。のちに海紅を去った碧梧桐の『三昧』にも参加したが、関東大震災以降は定型に戻った。1941年（昭和16年）11月17日、61歳没『没後の1960年（昭和35年）『碧童句集』が碧童の次女で俳人の小沢朝女により（編纂は瀧井孝作）中央公論社から刊行され、第12回読売文学賞が授与された。